# Dawn Harper
Dawn Harper (East St. Louis, 13 de maio de 1984) é uma atleta norte-americana especialista nos 100 metros com barreiras. Foi campeã olímpica da prova nos Jogos Olímpicos de 2008, em Pequim.

## Carreira
Durante seu tempo como integrante da UCLA Bruins, a equipe esportiva da Universidade da Califórnia em Los Angeles, Harper venceu a corrida com barreiras no Campeonato Júnior dos Estados Unidos e no Pan-Americano Júnior de Atletismo.
Classificou-se para os Jogos Olímpicos de 2008, onde venceu sua compatriota e favorita à medalha de ouro Lolo Jones nos 100 m com barreiras, com tempo 12,54 segundos, um novo recorde pessoal para Harper.
Ela cravou um recorde pessoal de 12,48 na semifinal dos 100 m barreiras do Campeonato Mundial de Atletismo de 2009, em Berlim, mas só conseguiu o sétimo lugar na final. No Mundial seguinte, Daegu 2011, ficou com a medalha de bronze.
Nos Jogos Olímpicos de Londres 2012, perdeu a medalha de ouro para Sally Pearson por 2/100 de segundo, ficando com a medalha de prata. No Mundial de Moscou 2013, ficou na 4º colocação da prova.